# Philippe Lie
Philippe Lie (14 de febrero de 1966) es un deportista francés que compitió en triatlón.
Ganó una medalla de plata en el Campeonato Mundial de Triatlón de Invierno de 1998. Además, obtuvo una medalla de oro en el Campeonato Europeo de Triatlón de Larga Distancia de 1993.

## Palmarés internacional
| Campeonato Mundial | Campeonato Mundial     | Campeonato Mundial | Campeonato Mundial |
| Año                | Lugar                  | Medalla            | Prueba             |
| ------------------ | ---------------------- | ------------------ | ------------------ |
| 1998               | Les Menuires (Francia) | Medalla de plata   | Individual         |

| Campeonato Europeo | Campeonato Europeo | Campeonato Europeo | Campeonato Europeo |
| Año                | Lugar              | Medalla            | Prueba             |
| ------------------ | ------------------ | ------------------ | ------------------ |
| 1993               | Embrun (Francia)   | Medalla de oro     | Individual         |